# 守山市立玉津小学校
守山市立玉津小学校（もりやましりつ たまつしょうがっこう）は、滋賀県守山市赤野井町にある市立の小学校。

## 概要
- 校区は市内のほぼ中央部に位置している。
- 守山市立玉津こども園（玉津保育園・玉津幼稚園）が隣接する。

## 教育目標
- たすけ合い・学び合い・つくり上げる玉津の子

## 校区
- 本校への通学区域は、赤野井町、矢島町、石田町、十二里町の各全域である。